# 七龍珠：全新進化
《龍珠：全新進化》，是2009年改編自日本暢銷同名漫畫《七龍珠》的真人電影，無論是媒體評價還是觀眾回饋都相當的低劣。
本片由黃毅瑜身兼導演、監製、編劇三職，20世紀福斯出品 。亞洲地區于2009年3月13日同步首映，北美则在2009年4月10日上映。

## 演員
| 演員            | 角色                   |
| --------------- | ---------------------- |
| 賈斯汀·查特溫   | 悟空 / Goku            |
| 艾美·羅森       | 布尔玛 / Bulma         |
| 鄭智麟          | 芝芝 / Chi Chi         |
| 周潤發          | 龜仙人 / Master Roshi  |
| 詹姆斯·馬斯特斯 | 笛子魔王/ Lord Piccolo |
| 朴俊炯          | 飲茶 / Yamcha          |

## 製作

### 計劃
2002年三月，20世紀福克斯獲得日本暢銷漫畫《七龍珠》的電影版權。2004年六月，電影《好膽別走》（The Big Hit）編劇 本·拉姆西（Ben Ramsey），受聘五十萬美元來改編《七龍珠Z》。2007年黃毅瑜與周星馳宣稱執導並監製該部電影，黃毅瑜重新修改劇本，將片名暫定為《Dragonball》，2009年正式片名定為《七龍珠：全新進化》（Dragonball Evolution）。電影特技公司 87Eleven，曾與《駭客任務》和《300壯士》合作，也參與電影的動作指導。攝影是黃毅瑜執導《絕命終結站》時，該片攝影師 Robert MacLachlan。

### 拍攝
2007年12月初在墨西哥開鏡，自2008年1月演員在杜蘭戈州拍攝，到3月移至墨西哥墨西哥州境內的托盧卡火山國家公園（Nevado de Toluca）。同時也在加利福尼亞州洛杉磯取景拍攝。因為片方認為編劇 本·拉姆西（Ben Ramsey）初次寫的劇本成本太高，因此本·拉姆西又按福克斯发行商的要求寫了5個不同的的劇本。本片的最終劇本由黃毅瑜完成。周星馳只是個有名無實的監製。他在影片籌備階段，無論選角、劇本、造型設計及特技動作上都給予不少意見，但這些意見沒讓发行商的高層接受。該片最初稱其預算有1億美金，後來才證實其實只是個3000萬美金的低成本電影。
電影是改編鳥山明的《七龍珠》，漫畫的未來都市面貌會完整呈現，不過當中擬人會說話的動物則會刪去，像是烏龍（豬）與普亞路（貓）等角色。 許多場景設定相當地「東方化」，也類似阿茲特克文明，特別是當地寺廟。原先設定艾美·羅森飾演的布瑪，配合漫畫角色設定的藍髮，不過電影劇照呈現，則仍是棕髮帶點藍色挑染。飾演悟空的查文將不會帶假髮，導演認為演員髮型原已相似悟空造型。

## 續集
《七龍珠2》英文片名暫定為《Dragonball 2: Reborn》，來自主角賈斯汀·查特文專訪裡提到「……續集將更仔細講述，交待更完整人物，故事更深入、更接近原著，擴及至銀河系……」且已簽約續集。但《七龍珠：全新進化》票房不如預期，故已取消該計划。

## 票房
在電影票房統計網站Box Office Mojo上，本片的全美首週票房收益為$4,756,488，當週排名第八，美國本地總票房為$9,362,785（佔全球票房16.3%），國外總票房為$48,134,914（佔全球票房83.7%），總計全球票房收益為$57,497,699。

## 評價與反應
|          | 雖然這部作品無論在劇本或是角色的創造上都讓身為原作的自己感到很吃驚，但同時無論是導演或者演員、工作人員們都是超優秀的專業人員。而或許對於我本身和喜歡原作的朋友們來說，以一個平行世界、不同次元的「新七龍珠」概念去觀賞才是最好的選擇。搞不好電影現場所擁有的力量能將此成為一部傑出的作品喔！我相當期待本作!! |
| ——鳥山明 | |

本片總體評價非常糟，在IMDB上的評價分數只有2.7分，而在爛番茄的新鮮度比例也只有13%。2016年編劇Ben Ramsey在接受採訪時也為此向全球粉絲道歉。漫畫原作者鳥山明更是對外宣稱真人版電影令他很吃驚，同时婉轉地表示別把該電影同他的漫畫相提並論。不过后来在2016年1月时，当鸟山明在批评《龙珠超》动画的作画崩坏时他也表示当年《七龍珠：全面進化》上映时由于剧情与漫画完全不同而令他很火大，同时这也是为何鸟山明再次制作龙珠作品如《龙珠Z 神与神》、《七龍珠Z 復活的「F」》和《龙珠超》。

## 相關書籍
小說
原作：鳥山 明 / 作者：史黛莎‧多伊奇（Stacia Deutsch）&蘿蒂‧柯漢（Rhody Cohon）
| 標題                 | 出版社           | 發售日期      | ISBN                   | 譯者     |
| -------------------- | ---------------- | ------------- | ---------------------- | -------- |
| DRAGONBALL EVOLUTION | 小學館集英社製作 | 2009年2月13日 | ISBN 978-47-968-8023-7 | 户嶋芳美 |
| 七龍珠 全新進化      | 東立出版社       | 2009年3月6日  | ISBN 978-986-10-3213-9 | 聞若婷   |

- Dragonball: Evolution Junior Novel（Stacia Deutsch Rhody Cohon、VIZ Media）2009年2月24日發售、ISBN 978-1-4215-2664-6（原版）

故事書
ストーリーブック ドラゴンボール エボリューション（Storybook Dragon Ball Evolution）
Stacia Deutsch Rhody Cohon（著）、堂田和美（譯）、小学館集英社製作
- 1卷 四星球編（2009年2月13日發售、ISBN 978-47-968-8024-4）
- 2卷 冒険編（2009年2月13日發售、ISBN 978-47-968-8025-1）
- 3卷 死闘編（2009年2月13日發售、ISBN 978-47-968-8026-8）

Dragonball The Movie Chapter Book（原版）
- Vol.1: The Discovery（2009年2月24日發售、ISBN 978-1-4215-2661-4）
- Vol.2: The Search（2009年2月24日發售、ISBN 978-1-4215-2662-1）
- Vol.3: The Battle（2009年2月24日發售、ISBN 978-1-4215-2663-8）

## 外部連結
- 互联网电影数据库（IMDb）上《七龍珠：全新進化》的资料（英文）
- AllMovie上《七龍珠：全新進化》的资料（英文）
- Box Office Mojo上《七龍珠：全新進化》的資料（英文）
- 爛番茄上《七龍珠：全新進化》的資料（英文）
- Metacritic上《七龍珠：全新進化》的資料（英文）
- 開眼電影網上《七龍珠：全新進化》的資料（繁體中文）
- 龍珠在荷里活電影手冊（繁體中文）
- 时光网上《七龍珠：全新進化》的資料（简体中文）
- 豆瓣电影上《七龍珠：全新進化》的資料 （简体中文）